# تپه‌های ناز چشمه
تپه‌های ناز چشمه مربوط به دوران‌های تاریخی پس از اسلام است و در شهرستان بروجن، بخش بلداجی، دهستان امامزاده حمزه علی واقع شده و این اثر در تاریخ ۲۴ فروردین ۱۳۸۲ با شمارهٔ ثبت ۸۲۲۰ به‌عنوان یکی از آثار ملی ایران به ثبت رسیده است.